# 토머스 사스
토머스 사스(영어: Thomas Szasz, 1920년 4월 15일 ~ 2012년 9월 8일)는 헝가리 출신 미국의 정신과 의사, 정신분석학자이다. 과학주의와 의료화, 정신과학에 대한 비판과 반정신의학 운동으로 유명하며, 현대 정신과학의 과학적 및 도덕적 근거에 대하여 부정적인 입장을 표명하였다. 대표 저서인 《Myth of Mental Illness》(정신질환의 신화, 1961)와 《The Manufacture of Madness》(광기의 제조, 1970) 등을 통해 이러한 주장을 펼쳤다. 사스는 정신질환이 신체 질환과는 근본적으로 다르고 실제로 질병이 아니며, 단지 인간이 살아가는 데 있어서 생긴 생활상의 문제를 "은유적으로" 표현한 것이라고 주장하였다. 또한 DSM에 대하여 몇 가지 식별 가능한 뇌 질환을 제외하면 생물학적 검사나 화학적 검사, 생검, 부검을 통해 눈으로 확인할 수 없는 질병 목록이라고 비판하였다. 사스는 자신의 사상을 반정신의학이 아닌 강제적 정신의학에 대한 반대(anti-coercive psychiatry)라고 표현하였고, 실제로 강제입원과 민사적 감금(civil commitment) 제도를 반대하였지만 자발적 입원 및 정신병원 방문에 동의한 사람들의 약물치료, 정신분석 치료 및 심리치료는 찬성하였다. 이러한 그의 견해는 자유주의 사상과 자기소유권, 신체통합권 개념에 기초하며, 사스는 정신의학의 이념적 이용에 비판적으로 대응하였다.

## 생애
헝가리 부다페스트에서 유대인 혈통으로 출생하였다. 헝가리어 본명은 사스 터마시 이슈트반(헝가리어: Szász Tamás István) 1938년 의학 공부를 위하여 미국으로 이주하였다. 신시내티 대학교에서 1941년까지 물리학을 공부한 후, 전공을 옮겨 1944년 의학 학위를 취득하였다. 1945년 7월부터 신시내티 대학교 병원에서 수련받았고, 1946년 4월 시카고 대학교 병원으로 자리를 옮겨 정신과 전공의로 수련받는다. 이후 시카고 정신분석연구소에서 근무하였다. 1962년 업스테이트 의과대학의 종신 교수로 선임되었다.

## 참고 도서
미셸 푸코, 《Le Pouvoir psychiatrique》 (정신의학의 권력, 콜레주 드 프랑스 강의 1973~74년). ISBN 978-89-94769-15-8

## 같이 보기
- 과학주의
- DSM
- 강제입원
- 정신보건법 제24조 (대한민국)
- 의료화
- 반정신의학운동
- 반과학운동